# Moraleja del Vino
Moraleja del Vino is een gemeente in de Spaanse provincie Zamora in de regio Castilië en León met een oppervlakte van 19,49 km². Moraleja del Vino telt 1.692 inwoners (1 januari 2016).